# Suore di Nostra Signora della Mercede
Le Suore di Nostra Signora della Mercede, dette Mercedarie, sono un istituto religioso femminile di diritto pontificio.

## Storia
La congregazione, detta in origine delle suore dell'Assunzione di Nostra Signora, venne fondata il 3 gennaio 1864 a Nancy da Élisabeth Bacq, in religione Teresa di Gesù (1825-1896), con l'aiuto del vescovo Charles-Martial-Allemand Lavigerie.
Dedite in origine esclusivamente all'insegnamento, le religiose iniziarono presto a dedicarsi prima all'opera missionaria in Africa (dando origine alle suore Bianche) e poi all'apostolato presso gli operai (con il nome di Piccole Suore dell'Operaio).
A causa di varie vicissitudini, la fondatrice perse la guida dell'istituto e nel 1884 manteneva il controllo delle sole comunità di Aix-en-Provence, Cannes e Saint-Eugène: per garantire stabilità alla sua opera, la Bacq mutò il titolo della congregazione dedicandola a Nostra Signora della Mercede e il 4 aprile 1887 riuscì ad aggregarla all'ordine mercedario.
La congregazione ottenne il pontificio decreto di lode il 25 marzo 1912 e le sue costituzioni vennero approvate definitivamente dalla Santa Sede il 6 maggio 1941.

## Attività e diffusione
Le suore mercedarie si dedicano a varie opere in ambito educativo e socio-sanitario, in spirito di riparazione e dedizione.
La congregazione conta case in Algeria, Belgio, Cile, Francia, India, Israele, Italia e Stati Uniti d'America: la sede generalizia è in via Ostriana a Roma.
Alla fine del 2008 la congregazione contava 454 religiose in 57 case.